# Deutsch-Haslau
Deutsch-Haslau ist eine Ortschaft und als Deutsch Haslau eine Katastralgemeinde in der Marktgemeinde Prellenkirchen im Bezirk Bruck an der Leitha in Niederösterreich. Die Ortschaft hat 357 Einwohner (Stand 1. Jänner 2024).

## Geografie
Das Dorf liegt am linken Ufer der Leitha und wird von der Landesstraße L 167 erschlossen, die die Leitha nach Potzneusiedl überquert, das am rechten Ufer der Leitha liegt. Zur Ortschaft zählt auch der Meierhof Wangheim, der eine eigene Katastralgemeinde darstellt.

## Geschichte
Urkundlich wurde das Gebiet am 4. März 833 mit Litaha bezeichnet. Deutsch-Haslau wurde 1074 urkundlich genannt. Der Ort war ursprünglich Passauer, dann landesfürstliches Lehen.
Der ehemalige Grenzort zu Ungarn wurde urkundlich 1252 mit einer Brücke über die Leitha mit dem gegenüberliegenden Potzneusiedl verbunden.
1386 wurde ein Meierhof genannt. 1426 ein Thurnhof, welcher 1428 durch Kauf an die Gräfin Anna von Montfort-Bregenz, Besitzer der Herrschaft Rohrau, ging.
Laut Adressbuch von Österreich waren im Jahr 1938 in der Ortsgemeinde Deutsch Haslau ein Fleischer, zwei Gastwirte, drei Gemischtwarenhändler, ein Landesproduktehändler, ein Pferdehändler, ein Schmied, eine Schnittwarenhändlerin, ein Tischler, ein Viktualienhändler, ein Wagner und mehrere Landwirte ansässig.
Zum 1. Jänner 1972 wurden mit der NÖ. Kommunalstrukturverbesserung die ehemals selbständigen Gemeinden Deutsch Haslau und Schönabrunn nach Prellenkirchen eingemeindet.

## Verbauung
Das Straßendorf an der Leitha hat Zwerchhöfe und dreiseitige Hofanlagen und vereinzelt Streckhöfe.

## Kultur und Sehenswürdigkeiten

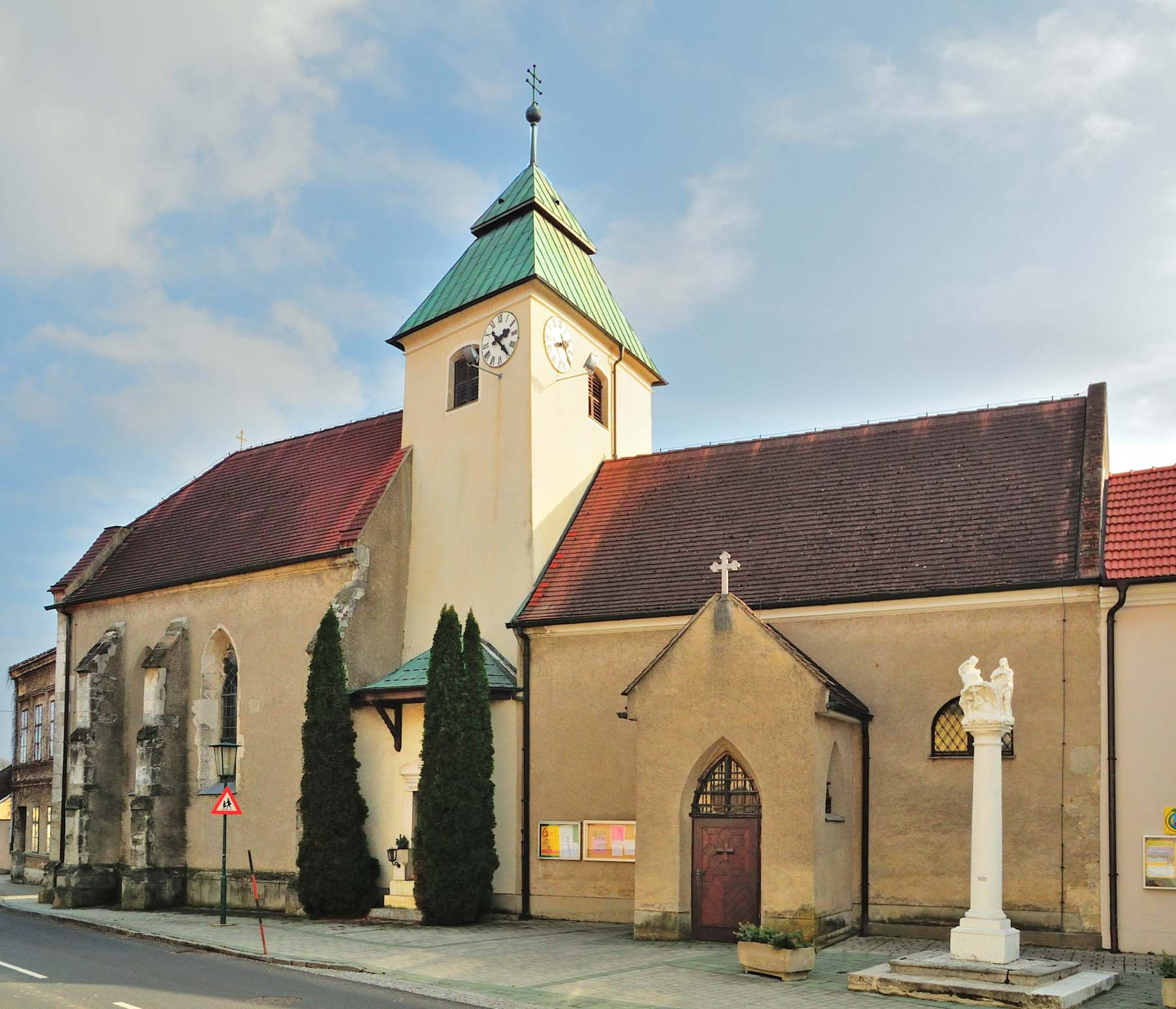
Pfarrkirche Deutsch-Haslau

- Katholische Pfarrkirche Deutsch-Haslau Hl. Dreifaltigkeit
- Pestsäule vor der Kirche
- Pfarrhof
- Schüttkasten westlich des Ortes auf Mühlgasse 18
- Nischenpfeiler Weißes Kreuz an der Straße nach Prellenkirchen
- Statue hl. Johannes Nepomuk an der Brücke über die Leitha

## Persönlichkeiten
- Konrad von Haslau, Verfasser eines mittelhochdeutschen Lehrgedichts (Der Jüngling) des 13. Jahrhunderts